# Silva Verbič
Silva Verbič (* 31. März 2002) ist eine slowenische Nordische Kombiniererin und Skispringerin.

## Werdegang
Silva Verbič startet sowohl bei Skisprungwettbewerben als auch Wettbewerben der Nordischen Kombination. Im Skispringen nimmt sie vor allem bei Wettbewerben des Alpencups teil, erstmals am 9. und 10. Januar 2016 in Kranj, wo sie die Plätze 25 und 23 belegte. Ihre besten Platzierungen sind zwei dritte Plätze in Schonach im Schwarzwald im Januar 2019 sowie in Klingenthal im August 2019. Nach dem Jahr 2019 nahm sie nicht mehr an internationalen Sprungwettbewerben teil.
In der Nordischen Kombination startete Verbič auf internationaler Ebene erstmals am 17. Dezember 2016 im Rahmen des Alpencups der Nordischen Kombination in Rastbüchl, wo sie den achten Platz belegte. Seitdem folgen regelmäßig weitere Wettbewerbsteilnahmen. Am 6. Januar 2019 debütierte Verbič in Otepää mit einem neunten Platz im Continental Cup. Am 23. bis 25. August 2019 debütierte sie darüber hinaus bei den Wettbewerben in Oberwiesenthal im Grand Prix. Hier belegte sie im Einzelwettbewerb den 17. Platz und im Teamwettbewerb zusammen mit Ema Volavšek, Rok Jelen und Vid Vrhovnik den neunten und vorletzten Platz. Nach weiteren Wettbewerbsteilnahmen belegte sie am Ende der Saison in der Gesamtwertung mit 26 Punkten den 23. Platz.
Ende Dezember 2019 gewann Verbič den Titel bei den slowenischen Meisterschaften in Planica. Diesen Erfolg konnte sie Anfang Oktober bei den Sommer-Meisterschaften in Planica wiederholen.
Bei den Olympischen Jugend-Winterspielen 2020 in Lausanne im Januar 2020 erreichte Verbič im Einzelwettbewerb als Achte nach dem Springen den zwölften Platz. Beim historisch ersten Weltcup-Wettbewerb der Frauen am 18. Dezember 2020 in der Ramsau belegte sie den 27. Platz.

## Statistik

### Weltcup-Platzierungen
| Saison  | Platz | Punkte |
| ------- | ----- | ------ |
| 2020/21 | 27.   | 004    |
| 2021/22 | 16.   | 138    |
| 2022/23 | 27.   | 055    |
| 2023/24 | 23.   | 216    |

### Grand-Prix-Platzierungen
| Saison | Platz | Punkte |
| ------ | ----- | ------ |
| 2023   | 08.   | 116    |